# دينيسي روبرتس
دينيسي روبرتس (بالإنجليزية: Denise Roberts)‏ هي ممثلة أسترالية، (ولدت في أستراليا القرن 20  م).

## وصلات خارجية
- دينيسي روبرتس على موقع IMDb (الإنجليزية)
- دينيسي روبرتس على موقع قاعدة بيانات الفيلم (الإنجليزية)